# A hosszú út hazáig (televíziós sorozat)
A hosszú út hazáig (eredeti cím: A Place to Call Home) 2013-ban bemutatott ausztrál televíziós drámasorozat, amit Bevan Lee készített a Seven Network számára. Az ausztrál csatornán 2013. április 28-ától vetítették először, míg a hatodik és egyben utolsó évad első része 2018. augusztus 19.-én jelent meg. 2014-ben financiális okok miatt a második évadnál befejezték a történetet, így utolsó epizódjának két befejezése is lett, mivel közösségi összefogással még abban az évben a Foxtel cégcsoport megmentette a sorozatot. Magyarországon a FilmBox Plus csatornán debütált az első 2 évad 2015 októberében, majd 2018 áprilisában a TV4 újdonsága lett az addigra kibővült, díjnyertes ausztrál sorozat.
A drámasorozat az 1950-es évek Ausztráliájában játszódik. Főhőse, Sarah, ápolónő, aki Londonban tartózkodott, de mikor megtudta, hogy anyja halálos beteg, visszatér Sydneybe. Eközben kapcsolatba kerül a tehetős Bligh családdal és a második világháború borzalmas emlékeit hátrahagyva új életet kezd az „ígéret földjén”.

## Cselekmény
Bridget Adams néven, Sarah vallásos katolikus családba született, de mikor René Nordmann felesége lett, felvette a zsidó vallást és a Sarah nevet. Az 1940-es években Párizsban érte őket a háború, ahol a francia ellenállás tagjaiként német fogságba esnek. Sarah úgy tudja, férje meghalt. Ő a háború végén szabadul a fogolytáborból.
1953-ban a hajón, amin Londonból visszatér szülőföldjére, Sydneybe – halálos beteg édesanyjához –, nővérként dolgozik. Ekkor találkozik az invernessi (kisváros, kitalált helyszín) Bligh családdal, mikor George édesanyja, Elizabeth a szíve miatt rosszul lett a hajóúton. James és Olivia esküvőjéről tartanak hazafelé – mivel, miután a nagymama (Elizabeth) rájött, hogy az unokája homoszexuális, házasságra kényszeríti, hogy mindezt titokban tartsa. A fiú szerelme, William Brackley húgát (Olivia) veszi el. A nyomás alatt öngyilkosságot akar elkövetni a hajón, amit Sarah akadályoz meg. Mielőtt szétválnak útjaik, George megadja elérhetőségét a nővérnek, ha munkára lenne szüksége, Inverness kórházában segíthet, hogy állást kapjon.

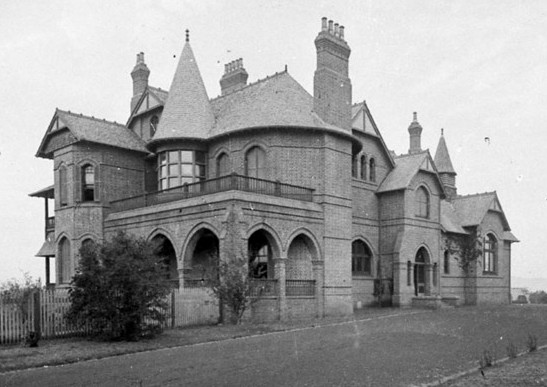
Az Ash Park helyszínéül szolgáló új-dél-walesi Camelot nevű épület 1900-ban

Sarah találkozása édesanyjával rosszul alakul, az asszony kitagadja a felekezetváltás miatt. Ezután érkezik Invernessbe, ahol kiderül, hogy számos családi titok lappang a tehetős családban, akik a hatalmas Ash Park birtokon élnek. Egy baráti család fia, Andrew Swanson Annának, Elizabeth másik unokájának akar udvarolni, de neki egy „digóval”, Gino Polettivel van kapcsolta. George húgának, Carolynnak sem véletlenül van Sydney-ben lakása. A család és a kórház – ahol Sarah elkezd dolgozni – orvosa, Jack Duncan is több szálon kapcsolódik a Blighokhoz. George Bligh sógornője, Regina, elhunyt felesége, Elaine húga, akinek mindig is tetszett a férfi. Elizabeth Sarah ellenében támogatni kezdte ezt az érzést, ami ennek hatására a nő rögeszméjévé válik. Regina antiszemitizmusa személyes történetében gyökerezett, mivel amikor első férjét, Charles Standish diplomatát Palesztinába helyezték, oda, ahol 1946 júliusában egy militáns jobboldali cionista szervezet, az Irgun megtámadta a King David Hotelben a brit adminisztratív központot, számos barátjukat elvesztették.
A sorozat fokozatosan építi fel a világát és karaktereit. A melodráma az 1950-es évekbeli Ausztrália változó társadalmi viszonyai közepette szól szerelemről és veszteségről.

## Főszereplők
- Noni Hazlehurst (Elizabeth Bligh/Goddard)
- Marta Dusseldorp (Sarah Adams/Sarah Nordmann/Bridget Adams)
- Brett Climo (George Bligh)
- Craig Hall (Dr. Jack Duncan)
- David Berry (James Bligh)
- Abby Earl (Anna Bligh/Poletti)
- Arianwen Parkes-Lockwood (Olivia (Brackley/)Bligh/Goddard)
- Sara Wiseman (Carolyn Bligh/Duncan)
- Jenni Baird (Regina Standish/Bligh)
- Frankie J. Holden (Roy Briggs)

Továbbá
- Aldo Mignone (Gino Poletti)
- Tim Draxl (Henry Fox)
- Robert Coleby (Douglas Goddard)
- Mark Lee (Sir Richard Bennett)
- Deborah Kennedy (Doris Collins)
- Matt Levett (Andrew Swanson)
- Dominic Allburn (Harry Polson)
- Benjamin Winspear (René Nordmann)
- Conrad Coleby (Matthew Goddard)
- Madeleine Clunies-Ross (Leah Gold)
- George Pullar (Larry Grey)
- Brenna Harding (Rose O'Connell)